# Warren County (Ohio)
Warren County ist ein County im Bundesstaat Ohio der Vereinigten Staaten. Der Verwaltungssitz (County Seat) ist Lebanon. Das County ist Teil der Metropolregion Cincinnati.

## Geographie
Das County liegt im Südwesten von Ohio und hat eine Fläche von 1054 Quadratkilometern, wovon 19 Quadratkilometer Wasserfläche sind. Es grenzt im Uhrzeigersinn an folgende Countys: Montgomery County, Greene County, Clinton County, Clermont County, Hamilton County und Butler County.

## Geschichte

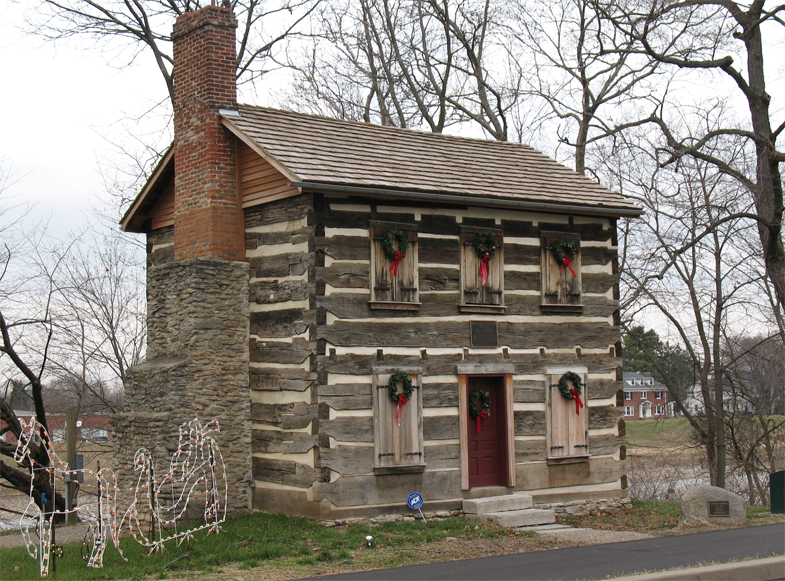
Das Old Log Post Office ist einer von 53 Einträgen des Countys im NRHP.

Warren County wurde am 24. März 1803 aus Teilen des Hamilton County gebildet. Benannt wurde es nach Joseph Warren, einem Arzt und Helden im Amerikanischen Unabhängigkeitskrieg, der bei der Schlacht von Bunker Hill getötet wurde.
Im County liegt eine National Historic Landmark, die archäologische Fundstätte Fort Ancient. 53 Bauwerke und Stätten des Countys sind im National Register of Historic Places (NRHP) eingetragen (Stand 19. Mai 2018).

## Demographische Daten

Alterspyramide des Warren County

Nach der Volkszählung im Jahr 2000 lebten im Warren County 158.383 Menschen in 55.966 Haushalten und 43.261 Familien. Die Bevölkerungsdichte betrug 153 Einwohner pro Quadratkilometer. Ethnisch betrachtet setzte sich die Bevölkerung zusammen aus 94,66 Prozent Weißen, 2,73 Prozent Afroamerikanern, 0,18 Prozent amerikanischen Ureinwohnern, 1,26 Prozent Asiaten, 0,03 Prozent Bewohnern aus dem pazifischen Inselraum und 0,31 Prozent aus anderen ethnischen Gruppen; 0,84 Prozent stammten von zwei oder mehr Ethnien ab. 1,03 Prozent der Bevölkerung waren spanischer oder lateinamerikanischer Abstammung.
Von den 55.966 Haushalten hatten 39,7 Prozent Kinder und Jugendliche unter 18 Jahre, die bei ihnen lebten. 66,2 Prozent waren verheiratete, zusammenlebende Paare, 8,0 Prozent waren allein erziehende Mütter, 22,7 Prozent waren keine Familien, 18,9 Prozent waren Singlehaushalte und in 6,4 Prozent lebten Menschen im Alter von 65 Jahren oder darüber. Die Durchschnittshaushaltsgröße betrug 2,72 und die durchschnittliche Familiengröße lag bei 3,12 Personen.
Auf das gesamte County bezogen setzte sich die Bevölkerung zusammen aus 27,7 Prozent Einwohnern unter 18 Jahren, 7,1 Prozent zwischen 18 und 24 Jahren, 34,0 Prozent zwischen 25 und 44 Jahren, 21,8 Prozent zwischen 45 und 64 Jahren und 9,4 Prozent waren 65 Jahre alt oder darüber. Das Durchschnittsalter betrug 35 Jahre. Auf 100 weibliche Personen kamen 102,6 männliche Personen. Auf 100 Frauen im Alter von 18 Jahren oder darüber kamen statistisch 102,4 Männer.
Das jährliche Durchschnittseinkommen eines Haushalts betrug 57.952 USD, das Durchschnittseinkommen der Familien betrug 64.692 USD. Männer hatten ein Durchschnittseinkommen von 47.027 USD, Frauen 30.862 USD. Das Prokopfeinkommen betrug 25.517 USD. 3,0 Prozent der Familien und 4,2 Prozent der Bevölkerung lebten unterhalb der Armutsgrenze. Davon waren 4,4 Prozent Kinder oder Jugendliche unter 18 Jahre und 4,7 Prozent waren Menschen über 65 Jahre.